# Krescencjusz García Pobo
Crescencio García Pobo (ur. 15 kwietnia 1903 w Celadas, zm. 3 października 1936 w Paracuellos de Jarama) – hiszpański amigonianin, męczennik i błogosławiony Kościoła katolickiego.

## Życiorys
Crescencio García Pobo urodził się 15 kwietnia 1903 roku. Osierocony w wieku czterech lat, trafił do sierocińca prowadzonego przez kapucynów przy bazylice św Mikołaja w Bari. Wstąpił do amigonianów, a 15 września 1919 roku rozpoczął nowicjat. Dwa lata później złożył śluby czasowe i wrócił do Madrytu. Został wyświęcony na kapłana przez Luisa Amigó y Ferrera. Po wybuchu wojny domowej w Hiszpanii aresztowany, a następnie trafił do więzienia. Przewieziony wraz z innymi więźniami do Paracuellos de Jarama, gdzie został stracony przez rozstrzelanie.
Beatyfikowany w grupie 233 męczenników przez papieża Jana Pawła II 11 marca 2001 roku.